# Reanimatie

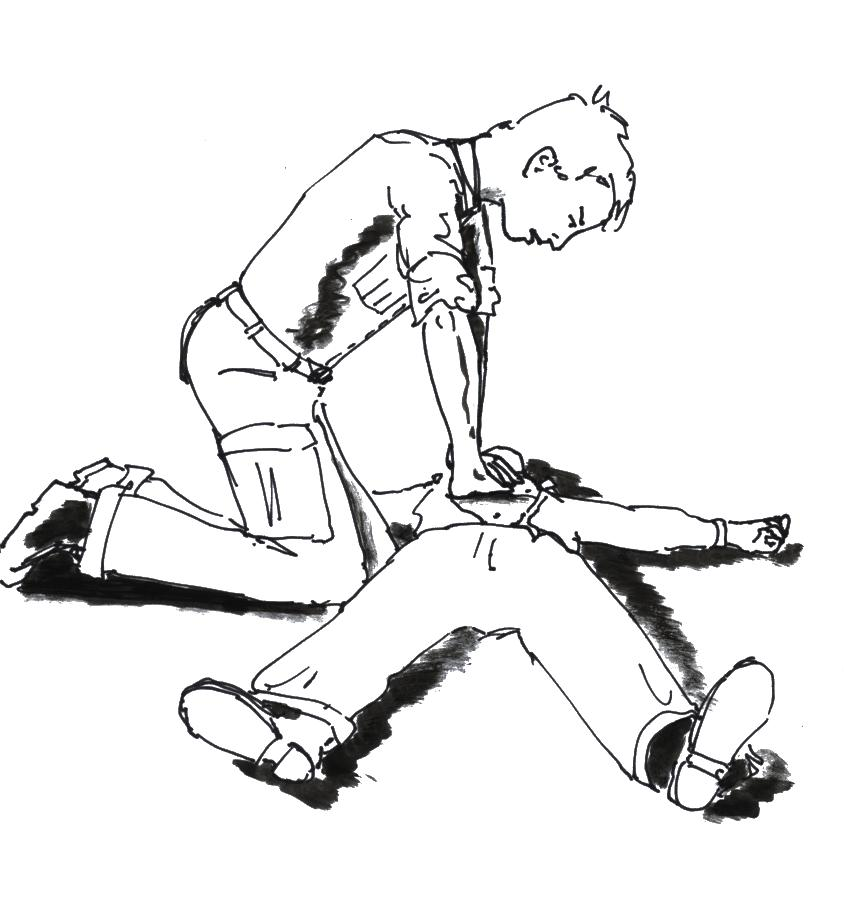
Reanimatie

Reanimatie (letterlijk opnieuw tot leven brengen, maar gebruikt in de betekenis van dat proberen) is het kunstmatig overnemen van de ademhaling en de bloedsomloop wanneer er sprake is van zowel een circulatiestilstand als een ademhalingsstilstand. Reanimeren bestaat uit het geven van beademing en borstcompressie (hartmassage). Indien zowel de ademhaling als de circulatie weer op gang gebracht moeten worden, spreekt men ook wel van cardiopulmonale resuscitatie (CPR).
De constante aanvoer van zuurstofrijk bloed is van levensbelang. Onze organen kunnen niet functioneren zonder zuurstof. De hersenen zijn het kwetsbaarst: na vier tot zes minuten zonder zuurstof raakt al een (groot) gedeelte zo beschadigd, dat normaal functioneren misschien niet meer mogelijk is. Het transport van zuurstof via ons bloed kan op twee manieren worden verstoord:
- Bloed wordt niet meer rondgepompt omdat het hart niet (goed) functioneert. Het hart kan wel bewegen (fibrilleren) maar heeft geen effectieve pompwerking. We spreken dan van een circulatiestilstand. Bij een hartstilstand is er geen of vrijwel geen beweging.
- Er wordt geen zuurstof meer in het bloed opgenomen. Dit wordt een ademhalingsstilstand genoemd.

Als er sprake is van een ademhalings- en circulatiestilstand wordt dit de klinische dood genoemd. Door zo snel mogelijk te starten met de reanimatie kan hersendood echter worden voorkomen. Het is dus van groot belang dat de reanimatie zo snel mogelijk wordt gestart.

## Beademing
Beademing kan worden toegepast via mond-op-mondbeademing of mond-op-neusbeademing, of met een beademingsapparaat.
Wanneer er professionele hulp aanwezig is, start men met het beademen met behulp van een beademingsballon (ambu-bag). De patiënt moet ook geïntubeerd worden. Wanneer de luchtweg om een of andere reden niet meer doorgankelijk is, dient een tracheotomie plaats te vinden.

## Borstcompressie (hartmassage)

Borstcompressies op een oefenpop

Borstcompressie of hartmassage is het uitvoeren van handelingen op een patiënt met een circulatiestilstand om het bloed weer te laten circuleren, en zo tijd te winnen tot door hulpverleners gepoogd kan worden de circulatie meer blijvend te herstellen, waarbij meestal gebruik wordt gemaakt van een Automatische externe defibrillator (AED).
De theorie achter het masseren is dat, door het eerst indrukken en daarna loslaten van de borstkas, er een negatieve druk wordt gecreëerd in het hart, waardoor de grote vaten bloed kunnen aanzuigen. Die negatieve druk wordt pas na een reeks massages bereikt. In de praktijk komt dit neer op het ritmisch krachtig drukken op de borstkas, waardoor er een afwisselende positieve en negatieve druk wordt opgebouwd in de thorax met als gevolg dat de grote vaten bloed aanzuigen. Uit onderzoek bleek dat de 15 compressies die in het verleden werden gehanteerd, onvoldoende waren. Met 30 massages heeft men langer voordeel van de negatieve druk.

### Werking
Het exacte mechanisme waardoor hartmassage werkt, is niet volledig begrepen - directe compressie van de hartkamers tussen het sternum en de ruggengraat speelt een rol, maar ook de drukschommelingen in de borstholte als geheel, in samenwerking met kleppen in de grote aders en in het hart. In het verleden dacht men dat het hart enigszins werd leeggedrukt en er een zekere bloedstroming op gang kwam. Tijdens operaties waarbij de borstkas is geopend, kan het hart zelf met de hand worden beetgepakt en worden ingeknepen wat een veel betere pompwerking geeft, maar wat buiten de operatiekamer natuurlijk niet uitvoerbaar is. Om de kwaliteit van hartmassages enorm te verbeteren, kan gebruik worden gemaakt van het manueel hartmassageapparaat, dat door iedereen die getraind is in reanimatietechnieken kan worden toegepast.

### Uitvoering
Het is heel belangrijk alleen te masseren als er inderdaad een circulatiestilstand bestaat. Iemand met een echte circulatiestilstand raakt binnen enkele (ca. 10) seconden bewusteloos en iemand die na die tijd nog reageert heeft dus nooit een hartstilstand. Ook epileptische aanvallen worden onterecht weleens voor een hartstilstand aangezien, maar hartmassage is hierbij niet nodig en kan gevaarlijk zijn.
Om een effectieve hartmassage toe te dienen, moet krachtig worden gemasseerd. De patiënt moet op een harde ondergrond liggen (plank of vloer, geen matras) en het borstbeen moet (bij een volwassene) 5 – 6 cm worden ingedrukt. Dit geeft vooral bij ouderen (de meest voorkomende kandidaten voor hartmassage) een gerede kans op de breuk van één of meer ribben, vooral als de masserende hand niet helemaal goed geplaatst wordt. De massage moet met beide handen (muis van de hand geplaatst op de handrug van de andere) worden verricht en worden ondersteund door het lichaamsgewicht van de hulpverlener. Zelfs dan is het zwaar werk dat velen niet langer dan een paar minuten goed volhouden. Hartmassage op een acteur op televisie of in de film geeft om deze reden vaak een vertekend beeld van het werkelijke proces.
Een veel gebruikt muzieknummer bij het oefenen van een hartmassage is Stayin' Alive van de Bee Gees omdat de beat hiervan het juiste ritme aangeeft voor een succesvolle hartmassage.

## Professionele hulpverlening
Meestal zal een professionele hulpverlener niet binnen enkele minuten ter plaatse zijn. Het is daarom belangrijk dat zo veel mogelijk mensen de basale reanimatievaardigheden aanleren. Omdat een circulatiestilstand meestal wordt veroorzaakt door het onregelmatig samentrekken van het hart, ook wel fibrillatie genoemd, is daarbij het gebruik van een automatische externe defibrillator (AED) aan te bevelen. Alleen met behulp van dit apparaat kan het normale hartritme mogelijk worden hersteld. AED's komen op steeds meer plaatsen in Nederland en België beschikbaar.
Wanneer er professionele eerste hulp is van een ambulance (in België samen met een MUG-team) of in het ziekenhuis kan er medicatie ter ondersteuning gegeven worden en kan er bijkomend ingegrepen worden. De overlevingskansen van het slachtoffer hangen sterk af van de snelheid waarmee de professionele hulp ter plaatse is. Alvorens te beademen instrueert men dus liefst een omstander om hulp te halen of 112 te bellen.
In principe gaat men door met de reanimatie totdat professionele hulp het overneemt, het slachtoffer bijkomt of weer normaal ademt, of het slachtoffer door een arts is doodverklaard.

## Kans op succes
Er wordt internationaal veel onderzoek verricht op het gebied van reanimatie. Opvallend daarbij zijn de aanmerkelijk grote verschillen tussen de diverse onderzoeken. Een sluitend succespercentage is daarom ook niet te geven. In het algemeen kan worden gesteld, dat de kans op succes helaas niet groot is. Belangrijke aspecten die de kans van slagen bepalen zijn:
- De conditie van het slachtoffer voorafgaand aan de reanimatie;
- De tijd waarbinnen de reanimatie/eerste schok heeft plaatsgevonden;
- De kwaliteit van de uitgevoerde beademingen en borstcompressies;
- De snelheid en kwaliteit van de verdere opvolging door professionele hulpverleners.

In een Zweeds onderzoek uit 2005 werd bij 29.700 reanimatiepatiënten gekeken hoeveel er een maand na de revalidatie nog in leven waren. Van de niet door omstanders gereanimeerden was dit 2,2%;  indien door niet-professionals werd gereanimeerd overleefde 4,9% terwijl het percentage opliep tot  9,2% als reanimatie werd geboden door toevallig als omstander aanwezige professionele hulpverleners. Volgens dit onderzoek loopt een aanzienlijk deel van de  mensen die met succes worden gereanimeerd aanmerkelijke neurologische schade op.
Hoewel de overlevingskans klein is, zijn pogingen tot reanimatie niet zinloos. Als het niet lukt, hoeft de hulpverlener (amateur of professional) zich echter niet schuldig te voelen; dat zal meestal de uitkomst zijn. 70% tot 80% van de reanimaties buiten het ziekenhuis zijn niet succesvol. Aannemelijk is, dat dit getal bij aanwezigheid en gebruik van een AED veel lager zou liggen. Cijfers van de Amsterdam Arena en Schiphol bevestigen dit. Naar aanleiding hiervan wordt het gebruik van AED's bij reanimaties gestimuleerd. Een voorbeeld hiervan is het BurgerAED initiatief in Noord-Holland waar burgers als 'first responders' (burgerhulpverleners) met AED's reanimatie starten in afwachting van professionele hulp.
Uit een Japans onderzoek (2006) zou blijken dat in geval van hartstilstand na een hartaanval de overlevingskansen verdubbelen indien enkel en alleen hartmassage toegepast wordt. Beademing zou tijdverspilling zijn. Aangenomen werd dat bij een hartstilstand door de hartaanval de persoon automatisch extra zuurstof krijgt door de hyperventilatie waarmee de aanval begon, maar door de stilgevallen bloedcirculatie bereikt deze zuurstof de hersenen niet meer. Indien snel ingegrepen wordt en enkel hartmassage toegepast wordt, zou de ademhaling vanzelf weer op gang moeten komen. Hartmassage is op zich ook een minieme, onrechtstreekse vorm van beademing want de borstholte wordt afwisselend groter en kleiner, aldus Japanse wetenschappers. Bij verstikking zou de combinatie met beademing dan wel meer aangewezen zijn.
Internationaal wordt er getwijfeld aan de uitkomsten van het Japanse onderzoek, mede door de omstandigheden en de uitgangscijfers ervan. Ook in Nederland worden er vraagtekens bij gezet. De Nederlandse Reanimatieraad (NRR) sluit zich aan bij de Europese Reanimatieraad (ERR) en ziet dan ook geen reden haar richtlijnen aan te passen.
Er worden proeven gedaan met het koelen van de hersenen tijdens reanimatie. Ambulancepersoneel zorgt in de beginfase van de reanimatie voor een forse temperatuurdaling in het hoofd van de patiënt, waardoor het metabolisme in de hersenen daalt en dus minder snel zuurstofgebrek optreedt. De aanname is dat patiënten hierdoor een betere overlevingskans hebben, ook na de reanimatie (postreanimatie-mortaliteit).

## Ongewenste reanimatie
Soms wenst een patiënt/ slachtoffer in voorkomend geval niet gereanimeerd te worden of vinden artsen reanimatie zinloos. Om niet-reanimeerafspraken beter zichtbaar te maken, bestaan er een niet-reanimatiepenning en niet-reanimatiepolsbandje.
Deze niet-reanimatiepenning en niet-reanimatiepolsbandjes hebben in België juridisch gezien geen enkele waarde en voor de hulpdiensten in België is alleen het formulier met daarop de DNR-codes van toepassing. Het DNR-formulier dient op zijn minst ondertekend te zijn door een arts en de patient zelf. Indien een patiënt het originele formulier niet bij zich heeft of in huis heeft, dienen de hulpdiensten over te gaan tot reanimatie tot het originele document door familie of hulpverleners wordt gevonden. 
Omdat een van de vier pijlers van een succesvolle reaniamatie snel starten is, moet er niet gezocht worden naar een 'reanimeer mij niet verklaring'. Alleen als vooraf 100% duidelijk is dat diegene niet gereanimeerd wenst te worden hoeft er niet gestart te worden. Mocht tijdens de reanimatie duidelijk worden dat er een niet-reanimatieverklaring is mag een burgerhulpverlener doorgaan. Een leek hoeft de emotionele beslissing om te stoppen niet te nemen.  Binnen een zorginstelling moet een zorgverlener van elke patiënt weten welk medisch beleid er gevoerd wordt. Het niet starten, als er geen niet-reanimatiebeleid is, is strafbaar. 

## Richtlijnen
In Nederland vormt de Nederlandse Reanimatieraad (NRR) het belangrijkste instituut op het gebied van de publicatie van richtlijnen ten aanzien van de reanimatie. De richtlijnen gelden als meest gehanteerde protocollen voor leken.
Zowel de leken-eerstehulpverlener (EHBO'er) als de professional hanteren het ABC-protocol. De leek voert het BLS (Basic Life Support) al dan niet met een AED (Automatische Externe Defibrillator) uit, terwijl de professionele eerstehulpverlener (anesthesiemedewerker, IC-verpleegkundige, ambulanceverpleegkundige, artsen) de ALS (Advance Life Support) uitvoert. Er wordt gebruikgemaakt van Europese reanimatieprotocollen, die op enkele punten aangepast zijn door de NRR.

### ABC-protocol
Internationaal hanteert men consequent het ABC-protocol.
- Airway (luchtweg)
- Breathing (ademhaling)
- Circulation (circulatie)

Pas als de problemen in de luchtweg, ademhaling en circulatie onder controle zijn, gaat men verder met de
- Disability (bewustzijn, houding van de patiënt om zenuwletsels te voorkomen)
- Expose / Environment (omgevingsfactoren, met name warmte- en koudeletsels).

### Actuele richtlijnen BLS/AED
De richtlijnen worden elke vijf jaar gepubliceerd tijdens het Congres van de NRR (Nederlandse Reanimatie Raad)
In april 2021 zijn de nieuwste richtlijnen gepubliceerd. Bij een ademhalingsstilstand gaat men uit van een circulatiestilstand.
De actuele richtlijnen zijn als volgt:
- Eigen veiligheid, die van het slachtoffer en die van omstanders eerst in acht nemen
- Aanspreken / licht schudden aan de schouders slachtoffer (controle bewustzijn)
- indien geen bewustzijn of ademhaling dan 112 bellen of laten bellen door omstanders. Laat naar een AED zoeken.
- Een bewusteloos slachtoffer controleren op ademhaling (door middel van chin-lift: controleer gedurende 10 seconden kijken, luisteren en voelen of er een ademhaling aanwezig is.)
  - Bij aanwezige ademhaling:
- Instructies opvolgen die de 112-centralist geeft, eerste hulp verlenen en slachtoffer in stabiele zijligging leggen
  - Bij afwezige normale ademhaling:
- 112-centralist heeft u ondertussen aan de telefoon, laat weten dat het een reanimatie betreft. Indien mogelijk door omstanders een AED (Automatische Externe Defibrillator) laten halen.
- Start met 30 borstcompressies (ca. 18 seconden ofwel minstens 100 per minuut) achtereen op het midden van de borst en beadem 2 keer.
- Sluit de AED zo snel mogelijk aan en volg de gesproken aanwijzingen die het apparaat geeft. Let op dat tijdens analyse zowel het slachtoffer als de draden niet aangeraakt worden.
- Ga door met de cyclus van 30 borstcompressies en 2 beademingen totdat professionele hulp (bijvoorbeeld ambulancemedewerkers) de medische zorg heeft overgenomen.

De huidige richtlijn (sinds 2016) stelt het belang van het geven van borstcompressies boven dat van beademen; liever geen beademing en wel borstcompressies dan niets doen, het op gang houden van circulatie staat voorop. Bij drenkelingen en kleine kinderen is beademen wel van levensbelang.
Niet starten reanimatie:
- Als eigen veiligheid in het geding komt en er geen professionele hulp aanwezig is (>15 minuten zonder alarmering)
- Duidelijke decapitatie (hoofd gescheiden van de romp)

In 2013 zijn er richtlijnen Besluitvorming over reanimatie gekomen.

## Cursussen en certificering
Door geheel Nederland worden reanimatie- en AED (Automatische Externe Defibrillator)-cursussen gegeven, de zogenaamde BLS (Basic Life Support)-cursus.
In deze cursussen wordt gewerkt volgens zeer welomschreven protocollen die tot stand komen in een internationale consensus. De protocollen zijn een compromis tussen:
1. wat naar de huidige stand van de wetenschap het beste is voor de patiënt;
2. wat men van een toevallige omstander, die geen arts is, kan verlangen aan kennis en diagnostische vaardigheden;
3. wat statistisch de meest waarschijnlijke diagnose is bij een bewusteloze, polsloze en/of niet ademende patiënt.

Het is ook mogelijk een officieel internationaal erkend (European Resuscitation Council) certificaat BLS/AED te halen bij de certificatie-instellingen van de Nederlandse Reanimatie Raad.
Cursussen waar met zekerheid de NRR-richtlijnen worden toegepast worden geleid door instructeurs die zijn gecertificeerd door de NRR. Zij worden elke twee jaar zelf getraind in het geven van de verschillende cursussen, bijvoorbeeld BLS en AED. Men kan deze instructeurs terugvinden in het register van de ERC (European Resuscitation Council). Deze registratie, heeft mede als doel om de kwaliteit van de trainingen te garanderen.
In principe is iedereen bevoegd een AED-apparaat te gebruiken, maar is niet iedereen bekwaam. Onjuist gebruik door gebrek aan training kan leiden tot een niet adequate reanimatiepoging. Het is verstandig om de trainingen minstens één keer per jaar te herhalen.